# Juan Segundo Checura Jeria
Juan Segundo Checura Jeria (Pisagua, 24 de julio de 1914 - Santiago, 23 de mayo de 2006), fue un periodista colegiado y político radical chileno. Hijo de Juan Checura Malcolm y Rosa Jeria Jiménez. Contrajo matrimonio con Berta Oquendo Rojas y posteriormente, en segundas nupcias, con Rebeca Pino Lobo.

## Actividades profesionales
Realizó sus estudios en Iquique y posteriormente en Santiago, no logró título pero se dedicó de joven al periodismo. Trabajó en el diario El Tarapacá de Iquique. Fue además corresponsal en esa ciudad del Diario Ilustrado, antes de ingresar al diario El Debate de Santiago.
Fue funcionario de la Gobernación de Pisagua, como secretario (1929-1939). Inspector y secretario del Ministerio de Obras Públicas y Vías de Comunicación, en el departamento de caminos (1941-1945).

## Actividades políticas
Militante del Partido Radical, llegando a ser secretario general de la colectividad.
Elegido Diputado por la agrupación departamental de Arica, Iquique y Pisagua (1953-1957), donde integró la comisión permanente de Vías y Obras Públicas.
Reelegido Diputado por la misma agrupación (1961-1965), se mantuvo como miembro de la misma comisión permanente de la Cámara de Diputados.
Destacó como dirigente gremial de empleados fiscales, presidente de la Junta Nacional de Empleados de Chile (JUNECH) y de la Agrupación Nacional de Empleados Fiscales (ANEF) (1945-1955).